# 賈米埃勒阿爾法清真寺
賈米埃勒阿爾法清真寺（羅馬化：Kolomba Kotuwa Rathu Palliya、坦米爾語：-{மஸ்ஜிதுல் ஜாமிஉல் அஃபார் 
அல்லது சம்மாங்கோடு பள்ளிவாசல்}-，羅馬化：Sammankodu Pallivasal）是位於斯里蘭卡可倫坡的清真寺建築。這座清真寺建於1908年，1909年完工，是科倫坡最古老的清真寺之一，也是該市的熱門旅遊景點。由於獨特的紅色外觀，又常俗稱紅色清真寺。